# Amelia Okoli
 Amelia Okoli (14 tháng 5 năm 1941 – 1 tháng 11 năm 2017) là một nữ vận động viên điền kinh và điền kinh đến từ Nigeria. Bà chuyên về sự kiện nhảy cao trong sự nghiệp của mình. Okoli đại diện Nigeria tại Thế vận hội Olympic 1964. Bà đã giành được huy chương vàng cho quốc gia Tây Phi bản địa của mình tại Đại hội Thể thao toàn châu Phi năm 1965. Okoli đã hoàn thành thứ mười trong cuộc đua nhảy cao của Đế chế Anh và Đại hội Thể thao Khối thịnh vượng chung năm 1958.